# Mezquita Nueva del Viernes (Trabzon)
La mezquita Nueva del Viernes (en turco: Yeni Cuma) es una mezquita en Trabzon, Turquía. Fue construida durante la época bizantina como la iglesia de San Eugenio (en griego: Μονή Αγίου Ευγενίου), dedicada a Eugenio de Trebisonda, el santo patrón de la ciudad.
No se sabe exactamente cuándo se construyó la iglesia, sin embargo los investigadores consideran que era una basílica. Una inscripción de 1291 se ha encontrado cerca de ella. Sin embargo, durante el sitio de Trebisonda en 1222, el sultán Malik, enfurecido por la resistencia de los habitantes de la ciudad, ordenó que las paredes superiores fueran derribadas y los pisos rotos y arrancados, por lo que es probable que la estructura actual se haya construido en años posteriores.
Jakob Philipp Fallmerayer, historiador austriaco, que visitó Trebisonda a principios del siglo xiv, menciona que vio restos de pinturas de los emperadores de Trebisonda desde Alejo I hasta Alejo III en el interior, cada uno con una inscripción que indica el título y el nombre de los súbditos; aunque en el momento en que el arqueólogo francés Gabriel Millet inspeccionó el edificio, las inscripciones habían desaparecido, Millet confirmó que las huellas de las pinturas quedaban a la izquierda de la entrada: «una persona que llevaba el loros; otra parece sostener un cetro;  a la derecha, un tercero se arrodilla, presentando un objeto, sin duda la iglesia que él fundó, a un santo sentado y vestido como un mártir en traje bizantino».
El edificio actual no tiene narthex ahora, pero hay tres naves. El ábside medio es redondeado en el interior y pentagonal en el exterior. El minarete fue añadido al área alrededor de la puerta norte de la iglesia, que fue convertida en una mezquita después de la conquista otomana en 1461. El mihrab de piedra (hornacina) es de estilo barroco, y el minbar (púlpito) es de madera con ninguna ornamentación.